# Treści cyfrowe
Treści cyfrowe – towary lub usługi wytwarzane i dostarczane lub świadczone w formie cyfrowej, które mogą zostać użyte lub z których można skorzystać wyłącznie za pomocą urządzenia technicznego, z wyłączeniem użycia i konsumpcji fizycznych towarów lub usług.